# North Carolina Courage
O North Carolina Courage é um clube de futebol feminino dos Estados Unidos localizado em Cary na Carolina do Norte. A equipe fez sua estréia na National Women's Soccer League (NWSL) em 2017. Ainda com o nome de Western New York Flash, o time foi um dos fundadores da NWSL em 2013. Em 2017, a equipe mudou de nome e se realocou para a Carolina do Norte. O clube é afiliado ao time de futebol masculino North Carolina FC, que joga na United Soccer League, uma das ligas que formam a segunda divisão do futebol norte-americano. A equipe manda seus jogos no WakeMed Soccer Park.

## História
Em 2016, após vencer seu primeiro e único título da NWSL, o Western New York Flash foi vendido para os donos do North Carolina FC. O time então mudou seu nome, sua logo e foi realocado de Nova Iorque para a Carolina do Norte. Os novos donos, no entanto, decidiram manter todas as jogadoras e toda a comissão técnica do time. Com isso, já em sua primeira temporada em 2017, o time terminou em primeiro lugar na fase regular e na fase de mata-mata chegarou até à final, perdendo de 1 à 0 para o Portland Thorns FC e ficando em segundo lugar no campeonato.

## Nome, escudo e cores do time
O nome "North Carolina Courage" é uma referência ao time original "Carolina Courage" que venceu a temporada de 2002 da Women's United Soccer Association, a primeira liga profissional de futebol feminino dos Estados Unidos. A imagem estilizada de uma leoa também foi tirada do brasão do time original com algumas pequenas mudanças. O brasão também apresenta elementos retirados da bandeira do estado da Carolina do Norte. O triângulo na parte inferior direita da estrela presente no brasão, representa o "Research Triangle", uma região geográfica que engloba as cidades de Chapel Hill, Durham e Raleigh todas na Carolina do Norte.

## Patrocinador
| Período | Fabricante do uniforme | Patrocinador               |
| ------- | ---------------------- | -------------------------- |
| 2017    | Nike                   | BlueCross BlueShield of NC |
| 2018–   | Nike                   | Continental                |

## Estádio

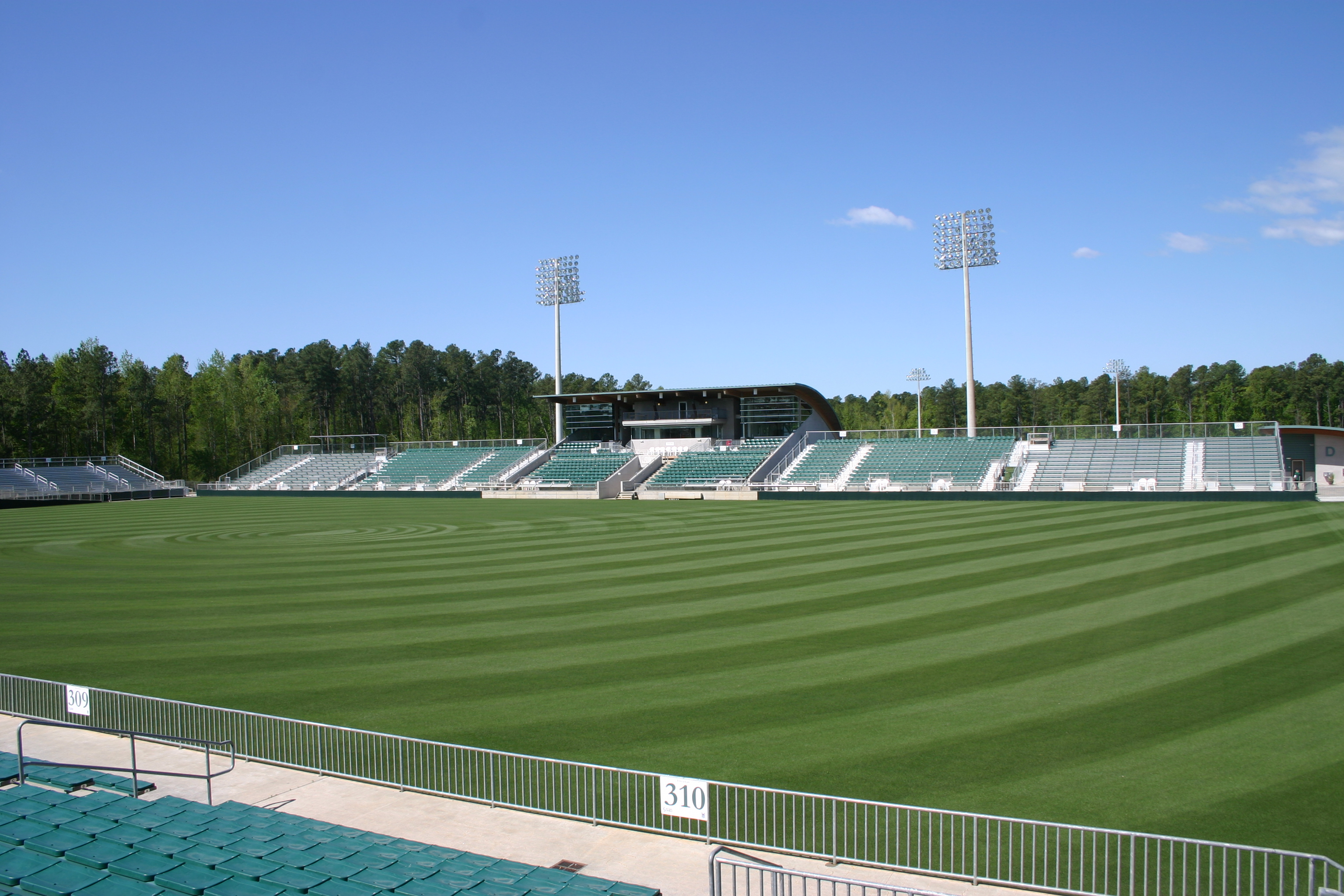
O WakeMed Soccer Park onde o Courage manda seus jogos

O North Carolina Courage joga suas partidas em casa no WakeMed Soccer Park, um estádio especifico para a prática do futebol. O estádio é compartilhado com o North Carolina FC que também pertence à Stephen Malik. O complexo esportivo, consiste de um estádio principal, dois campos de treino com iluminação noturna, além de outros quatro campos alternativos. O estádio principal e os dois campos para treino, seguem o padrão FIFA (120 jardas x 75 jardas). O estádio principal tem capacidade para 10,000 pessoas assentadas. Um dos campos de treinos tem capacidade para mil pessoas assentadas.
O complexo está localizado em um parque de 150 acres (0.61 km2) arrendado pelo estado da Carolina do Norte ao Condado de Wake. O dinheiro para construir o complexo veio de impostos municipais aplicados sobre o setor hoteleiro. A cidade de Cary assumiu a operação e manutenção do estádio em 2004.
Em dezembro de 2016, ao anunciar sua mudança de nome, o North Carolina FC também anunciou planos para construir um estádio com capacidade para 24,000 pessoas.

## Ano-a-ano
| Temporada | Temporada Regular da NWSL | Temporada Regular da NWSL | Temporada Regular da NWSL | Temporada Regular da NWSL | Temporada Regular da NWSL | Temporada Regular da NWSL | Temporada Regular da NWSL | Posição        | Playoffs da NWSL |
| Temporada | J                         | V                         | D                         | E                         | GF                        | GC                        | Pts                       | Posição        | Playoffs da NWSL |
| --------- | ------------------------- | ------------------------- | ------------------------- | ------------------------- | ------------------------- | ------------------------- | ------------------------- | -------------- | ---------------- |
| 2017      | 24                        | 16                        | 7                         | 1                         | 38                        | 22                        | 49                        | Primeiro Lugar | Vice-campeão     |

| Temporada | Jogadora      | País           | Gols |
| --------- | ------------- | -------------- | ---- |
| 2017      | Lynn Williams | Estados Unidos | 9    |

## Elenco atual
- Atualizado em 11 de Junho de 2018. Fonte:[6]

## Transmissão dos jogos
A partir de 2017, os jogos do North Carolina Courage são transmitidos para o público norte-americano exclusivamente através do serviço de streaming "go90". Para o público internacional os jogos são transmitidos ao vivo pelo site oficial da NWSL. Como parte de um acordo de três anos entre a NWSL e a A&E Networks, o canal Lifetime transmite um jogo da liga por semana nos sábados a tarde, no programa chamado "NWSL Game of the Week". Na temporada 2017, o Courage teve quatro partidas nacionalmente televisionadas pelo Lifetime, em 3 de junho, 1 de julho, 15 de julho e 19 de agosto.